# Hakan Demirci
Hakan Demirci (* 12. Januar 1999 in Lausanne) ist ein schweizerisch-türkischer Fussballspieler, der bei Antalyaspor unter Vertrag steht.

## Karriere
Demirci begann mit dem Vereinsfussball in der Nachwuchsabteilung vom FC Lausanne-Sport und spielte hier bis zum Sommer 2018. Anschliessend wurde er in den Nachwuchs des türkischen Erstligisten Alanyaspor verpflichtet. 
Im Sommer 2017 wechselte Demirci mit einem Profivertrag ausgestattet zum türkischen Zweitligisten Altay İzmir und gab in der Zweitligapartie vom 31. August 2018 gegen Balıkesirspor sein Profidebüt.